# 江南街道 (崇左市)
江南街道是中华人民共和国广西壮族自治区崇左市江州区下辖的一个街道办事处。

## 行政区划
江南街道下辖以下村级行政区划单位：
新民社区、沿山社区、城西社区、中渡社区、大村、长期村和渠显村。